# Juan Crisóstomo Falcón
Juan Crisóstomo Falcón y Zavarce (Hato Tabe, 27 gennaio 1820 – Fort-de-France, 29 aprile 1870) è stato un politico venezuelano.
È stato Presidente del Venezuela dal 15 giugno 1863 al 25 aprile 1868.
Membro del partito federalista liberale Venezuelano fu presidente del Venezuela dal 1863 al 1868, quando a causa di una rivoluzione capeggiata dal Generale José Tadeo Monagas fu spodestato. Alla fine del suo mandato Falcón emigrò in Europa. Morì a Martinica nel 1870.